# Уровень жизни в Китае
В прошлом, китайская экономика характеризовалась широким распространением бедности и экстремальным неравенством в доходах. С тех пор наиболее явным свидетельством повышения уровня жизни стало то, что средняя продолжительность жизни в стране увеличилась более чем вдвое, увеличившись с примерно 44 лет в 1949 году до 76.25 лет в 2016 году. Кроме того, по оценкам, численность населения Китая живущая в абсолютной бедности упала с 200-270 миллионов в 1978 году до 70 миллионов в 2017 году. По состоянию на 2019 год число людей живущих в КНР, ниже национальной черты бедности, составляет около 16.6 миллионов человек, около 1.7% населения страны. Правительство КНР поставило цель полностью искоренить бедность к 2020 году. С 2013 по 2019 год Китай вывел из бедности 82.39 миллиона сельских бедняков, а доля людей, живущих ниже национальной черты бедности снизилась с 10.2% до 1.7% за тот же период, данные Национального бюро статистики. С начала XXI века средний класс Китая значительно вырос. По определению Всемирного банка под средним классом понимается население ежедневные расходы которого составляет от 10 до 50 долларов США в день, по состоянию на 2017 год почти 40 % населения Китая считалось средним классом.
До конца 1970-х годов плоды экономического роста были в значительной степени сведены на нет ростом населения, что препятствовало значительному росту доступности продовольствия, одежды и жилья на душу населения по сравнению с уровнями, достигнутыми в 1950-х годах.
В 1978 году Коммунистическая партия Китая под руководством Дэн Сяопина начала проводить рыночные реформы, в том числе деколлективизировать сельское хозяйство, допуская иностранные инвестиции и индивидуальное предпринимательство. После тридцати лет жесткой экономии и предельной достаточности китайские потребители внезапно смогли купить более чем достаточно, чтобы питаться растущим разнообразием продуктов питания. Стильная одежда, современная мебель и множество электроприборов также стали частью обычных ожиданий простых китайских семей.
После экономических реформ, проведенных правительством в конце 1970-х годов, потребление и индивидуальные доходы населения значительно выросли, при этом реальное потребление крестьян на душу населения росло на 6.7% в год с 1975 по 1986 год, тогда как для городских жителей за тот же период соответствующий показатель составил 5.5%. Улучшения в уровне жизни были продемонстрированы бумом в сельском и городском жилье, наряду со значительным увеличением числа владельцев телевизоров и других электроприборов.

## Еда
Хотя производство продуктов питания значительно возросло после 1949 года, прирост населения был почти таким же большим до 1980-х годов. Производство зерна, являющегося источником около 75% калорий в китайской кухне, росло в среднем на 2.7% в год в период с 1952 по 1979 год, в то время как прирост населения составлял в среднем почти 2% в год. Общий объём производства зерна на душу населения вырос с 288 килограммов в год в 1952 году до 319 килограммов в 1978 году, увеличившись всего на 11% за 26 лет. Однако, в 1984 году, очень хороший, урожайный год произвел 396 килограммов зерна на душу населения, увеличившись на 24% всего за 6 лет. В 1985 году производство зерна упало ниже пикового уровня 1984 года, до 365 кг. на человека, и восстановилось лишь частично в 1986 году до 369. кг на душу населения.

## Одежда
В 1970-е годы до начала реформ, покупка одежды была ограничена нормированием. Потребление хлопчатобумажной ткани было ограничено от четырёх до шести метров в год на человека. В 1980-х годах одним из наиболее заметных признаков экономической «революции» стало появление в китайских городах большого количества относительно современной, разнообразной, яркой одежды, резкого контраста с монотонным изображением синих и серых костюмов, которые олицетворяли китайскую одежду в ранние годы. Потребление ткани увеличилось с восьми метров на человека в 1978 году до почти двенадцати метров в 1985 году, а нормирование было прекращено в начале 1980-х годов. Производство синтетических волокон увеличилось более чем втрое за этот период; в 1985 году синтетика составила 40% приобретённой ткани. Потребители также утроили объёмы покупок шерстяных тканей и стали больше приобретать, растущее число предметов одежды из шелка, кожи или пуха. В 1987 году китайские универмаги и уличные рынки продавали одежду в самых разных стилях, цветах, качестве и ценах. Многие люди продемонстрировали свое новое богатство с помощью относительно дорогой и стильной одежды, в то время как люди с более скромным вкусом или скудными доходами все же могли бы достойно одеться по очень низкой цене.

## Товары народного потребления
Как и в случае с продуктами питания и одеждой, наличие предметов домашнего обихода прошло несколько этапов. Простые, недорогие предметы домашнего обихода, такие как термосы, сковородки и часы, продавались в универмагах и других торговых точках по всему Китаю с 1950-х годов. Относительно дорогие потребительские товары длительного пользования стали доступны чуть позднее. В 1960-х годах производство и продажа велосипедов, швейных машин, наручных часов и транзисторных радиоприемников выросли до такой степени, что эти предметы стали обычным домашним достоянием, а в конце 1970-х появились телевизоры и фотоаппараты. В 1980-х годах поставки мебели и электроприборов увеличились вместе с доходами семьи. Данные опроса домашних хозяйств показали, что к 1985 году большинство городских семей имели два велосипеда, по крайней мере, один диван, письменный стол, шкаф для одежды, швейную машину, электрический вентилятор, радио и телевизор. Практически все совершеннолетние городские жители владели наручными часами, половина семей имела стиральные машины, 10% - холодильники и более 18% - цветные телевизоры. Сельские домохозяйства в среднем владели примерно половиной числа потребительских товаров длительного пользования, принадлежащих городским жителям. У большинства фермерских семей был 1 велосипед, примерно у половины - радио, у 43% - швейная машина, у 12% - телевизор, а примерно у половины взрослого населения - наручные часы.

## Жилье
Жилищное строительство отстало от роста городского населения. Обследование жилищных условий, проведенное в 1978 году в 192 городах, показало, что их совокупное население увеличилось на 83% в период с 1949 по 1978 год, но площадь жилой площади выросла только на 46.7%. В 1978 году в этих городах на одного жителя приходилось всего 3.6 квадратных метра, что на 0.9 квадратных метра меньше, чем в 1949 году. Для решения этой проблемы строительство современного городского жилья стало главным приоритетом в конце 1970-х годов, и к середине 1980-х годов годов новые многоэтажные жилые дома и высокие краны, использованные при их строительстве, были вездесущими особенностями больших городов. В некоторых квартирах в новостройках были свои туалеты, кухни и балконы, а в других - общие коммунальные услуги. Почти все были гораздо более высокого качества, чем старые дома, многие из которых были построены из глиняного кирпича и не имели водопровода.
К 1981 году жилая площадь в городских домах увеличилась до 5.3 квадратных метра на человека, а к 1985 году эта цифра составила 6.7 квадратных метра. Несмотря на этот прогресс, нехватка жилья продолжала оставаться главной проблемой в городах, и многим молодым супружеским парам приходилось жить с родителями или жить в одной комнате. Жилищные условия в сельской местности сильно различались. В 1960-х и 1970-х годах тысячи производственных бригад построили прочные санитарные дома и квартиры, а во многих случаях и целые новые деревни. С введением системы ответственности и более чем удвоением доходов сельского населения в начале 1980-х годов произошла ещё одна волна жилищного строительства, поскольку фермерские семьи быстро переехали, чтобы инвестировать средства в свои основные личные активы - в свои дома, которые по большей части были в частной собственности. Во многих фермерских семейных домах не было водопровода, но практически у всех было электричество, и они были значительно просторнее городских жилищ. В 1980 году фермерские дома составляли в среднем 9.4 квадратных метра жилой площади на человека, а к 1985 году эта цифра возросла до 14.7 квадратных метров. Несмотря на экстенсивное строительство нового жилья, в более бедных регионах некоторые фермерские семьи все ещё жили в традиционных жилищах, таких как дома из глиняного кирпича и соломы, или в некоторых регионах, в пещерных домах. Многие из кочевых пастухов во внутренних районах Монголии, Синьцзян-Уйгурском автономном районе и Сицзане (Тибет) все ещё жили в палатках или войлочных юртах. В долине реки Янцзы и на юге Китая некоторые рыболовные и лодочные сообщества продолжали жить на своих судах.
С 1990-х годов в Китае растет число квартир, которые остаются пустыми. К 2010 году около 65 миллионов квартир, в которых могли проживать около 250 миллионов человек, были незаняты, поскольку для большинства китайцев они были слишком дороги для покупки или аренды. В то же время многие миллионы городских китайцев оставались жить в трущобах. Но, поскольку уровень урбанизации в Китае остается высоким (около 20 миллионов китайцев переезжают из сельской местности каждый год), эта проблема не является серьёзной, и многие так называемые «города-призраки» становятся населенными. По состоянию на 2012 года, в среднем на одного человека приходится 35 кв. метров, а темпы строительства превышают 1.5 кв. метра в год, что позволит общей жилой площади превысить 50 кв. метров на человека в Пекине уже в 2020 году.

## Распределение доходов
Разница в доходах в Китае с 1950-х годов была намного меньше, чем в большинстве других стран. Однако никогда не было никаких попыток в стране полного выравнивания доходов, и сохранялся широкий диапазон уровней дохода. Разница в доходах ещё более возросла в 1980-х годах, поскольку политика экономических реформ открыла новые возможности получения доходов. Более двух третей всех городских рабочих были заняты в государственных подразделениях, которые использовали систему заработной платы восьми классов. Заработная плата для каждого класса была разной в разных отраслях, но, как правило, работники в старших классах зарабатывали примерно в три раза больше, чем начинающие работники, старшие менеджеры могли зарабатывать вдвое больше, чем старшие работники, а инженеры могли зарабатывать вдвое больше, старших работников. В 1985 году среднегодовой доход людей, занятых в государственных подразделениях, составлял ¥1213. Важным компонентом оплаты труда работников были бонусы и субсидии. В 1985 году бонусы приносили 13% доходов работников государственных предприятий; субсидии на транспорт, еду и одежду прибавили ещё 15%. Одна из наиболее важных субсидий, которая не фигурировала в показателях доходов, была на жилье, почти все из которых принадлежали и распределялись работающей единицей и сдавались в аренду членам единицы по ценам, значительно ниже реальной стоимости. В 1985 году городские потребители потратили чуть более 1% своих доходов на жилье.
В китайском отчете о потребителях за 2010 год указывается три группы уровней дохода: большие расходы (которые тратят 21% дохода), средние расходы (которые тратят 36% дохода) и небольшие расходы (которые тратят 43% дохода).
27% городской рабочей силы, занятой на предприятиях, находящихся в коллективной собственности, зарабатывали в среднем меньше, чем работники государственных предприятий. Доход работников на предприятиях, находящихся в коллективной собственности, представлял собой долю прибыли, получаемой предприятием. Большинство таких предприятий были небольшими, имели небольшой капитал и не получали большой прибыли. Многие из них занимались традиционными службами, ремеслами или небольшими частичными сборочными работами. В 1985 году работники городских коллективных единиц получали среднегодовой доход в ¥968. В более открытой коммерческой среде 1980-х годов небольшое, но значительное количество людей получало доходы, значительно превышающие доходы в обычных государственных и коллективных подразделениях. Например, в 1985 году работники предприятий, управляемых иностранными китайцами, получали в среднем ¥2437, что вдвое больше среднего дохода работников государственных предприятий.
Небольшой, но динамичный внутренний частный сектор также создал некоторые выгодные возможности для населения. Частные, с неполным рабочим днём школы, которые появились в большом количестве в середине 1980-х годов, предложили подрабатывать университетским преподавателям, которые могли бы удвоить или утроить свои скромные доходы, если они были из престижных институтов и преподавали пользующиеся спросам предметы, такие как английский язык, японский язык, или электроника. Мелкие предприниматели могли бы зарабатывать на свободных рынках значительно больше, чем средний доход работников государственных предприятий. Бизнесмены, служившие связующим звеном между иностранными фирмами и отечественной экономикой, могут получать доходы во много раз выше, чем доходы самых высокооплачиваемых работников государственных предприятий. Горстки бизнесменов-миллионеров можно найти в крупнейших городах. Эти люди владели фирмами до 1949 года, сотрудничали с правительством в 1950-х годах в обмен на акции в своих фирмах, а затем потеряли свои доходы в результате политических потрясений культурной революции. В конце 1970-х и начале 1980-х годов, когда эти бизнесмены были политически реабилитированы, их доходы были возвращены с начисленными процентами, а некоторые неожиданно оказались весьма богатыми. Хотя число людей, получающих доходы, значительно превышающие нормальный уровень заработной платы, было крошечным по сравнению с населением, они были важными символами вознаграждения за экономические реформы и получили большое внимание средств массовой информации. В 1985 году большинство из этих людей работали на предприятиях, классифицированных как «единицы другой собственности» (частные, а не государственные или коллективные предприятия). На этих предприятиях было занято всего 440 000 человек из общей городской рабочей силы в 128 млн человек в 1985 году, а средняя годовая заработная плата составляла ¥1373, что лишь немного выше, чем в среднем по городам.
В Китае, как и в других странах, важным фактором, определяющим достаток домохозяйства, является коэффициент демографической нагрузки - число неработающих, поддерживаемых каждым работником. В 1985 году средняя стоимость жизни одного человека в городских районах составляла ¥732 в год, и среднестатистический работник государственного предприятия, даже с учётом надбавок на питание и других пособий, добавленных к базовой заработной плате, испытывал трудности с поддержкой другого человека. Однако два человека, получающих среднюю заработную плату, могут легко поддержать одного иждивенца. Семьи с несколькими работающими и или не имеющими иждивенцев имели существенные излишки заработка, которые они экономили или использовали для покупки несущественных товаров. Важным положительным влиянием на уровень потребления в городских семьях на душу населения стало снижение числа иждивенцев на одного городского работника с 2.4 в 1964 году до 0.7 в 1985 году. В фермерских семьях коэффициент демографической нагрузки снизился с 1.5 в 1978 году до 0.7 в 1985 году. Доходы фермерских хозяйств быстро росли в 1980-х годах под влиянием системы ответственности, но в среднем оставались значительно ниже городских доходов. Обследования домашних хозяйств показали, что в 1985 году средний чистый доход на душу населения для сельских жителей составлял ¥398, что составляло менее половины среднего дохода на душу населения в городах, который составлял ¥821. В 1985 году стоимость товаров, которые фермеры производили и потребляли сами, составляла 31% сельского дохода. Самым крупным компонентом дохода в натуральном выражении была еда, 58% которой было произведено самими фермерами.
Члены фермерских семей в среднем потребляли гораздо меньше основных видов товаров, чем городские жители. Например, обследование домохозяйств, проведенное в 1985 году, показало, что средний городской житель потреблял 148 кг. овощей, 20 кг. мяса, 2.6 кг. сахара и 8 кг. крепких спиртных напитков. В то же время опрос сельских домохозяйств показал, что средний сельский житель потреблял 131 кг. овощей, 11 кг. мяса, 1.5 кг. сахара и 4 кг. крепких спиртных напитков. Различия подобного характера существовали и для потребительских товаров длительного пользования.
Другим показателем разрыва между уровнем доходов городских и сельских жителей была разница в личных сберегательных счетах, которая в 1985 году составляла в среднем ¥277 на душу населения для городских жителей, но только ¥85 на душу населения для сельского населения. В разных провинциальных единицах, округах, городах, деревнях и отдельных семьях уровень доходов в сельской местности значительно различался. Хотя средний чистый доход на душу населения для сельских жителей в 1985 году составлял ¥398, средние показатели по провинциям варьировались от ¥805 для сельского населения, живущего в Шанхае, до ¥255 для сельского населения провинции Ганьсу.
Основное влияние на доходы сельского населения оказала география. Тип и качество почвы, количество осадков, температурный диапазон, дренаж и наличие воды определяли виды и количество культур, которые могут быть выращены. Не менее важными географическими факторами были доступ к транспортным маршрутам и близость к городским районам.
Самые высокие сельскохозяйственные доходы были получены пригородными единицами, которые были в состоянии продать продукцию и побочные продукты в соседних городах. В соответствии с системой ответственности доходы домохозяйств зависели от количества работников в каждом домохозяйстве и успеха домохозяйства в снижении издержек производства и в поставке товаров и услуг на местные рынки. Большинство сельских семей с самыми высокими доходами - «домашние хозяйства на ¥10 000» - были «специализированными домашними хозяйствами», которые концентрировали усилия семьи на предоставлении определённой услуги или товара. Многие из этих семей имели собственное оборудование, такое как грузовые автомобили или специализированные здания, и действовали в основном как частные предприятия. В середине 1980-х годов все большее влияние на доходы сельского населения оказывало расширение несельскохозяйственных сельских предприятий, которые часто называют «городскими предприятиями». Это были фабрики, строительные бригады и перерабатывающие предприятия, большинство из которых принадлежали коллективам, главным образом деревням, городкам и поселкам. Некоторые принадлежали добровольным группам семей. Городские предприятия считались правительством основным источником занятости для сельских работников, которые покидали сельское хозяйство из-за роста производительности труда в рамках системы ответственности. К концу 1986 года на городских предприятиях было занято 21% сельской рабочей силы. Перемещение сельского труда на предприятия в поселках помогло увеличить средние сельские доходы из-за более высокой производительности труда на несельскохозяйственных работах. В 1986 году промышленные рабочие в сельской местности производили среднегодовую стоимость в ¥4300 на человека, по сравнению с примерно ¥1000 на одного фермера в том же году.
Изменение сельскохозяйственного производства от преимущественно коллективных к преимущественно домашним хозяйствам отражается в данных обследований домашних хозяйств об источниках доходов в сельской местности. До 1980-х фермеры получали доход в виде долей прибыли, получаемой их производственными бригадами, плюс дополнительный доход от побочной деятельности домашних хозяйств. В 1978 году две трети чистого дохода фермерских семей приходилось на колхоз, и только 27% приходилось на производство домашних хозяйств. С переходом на систему ответственности эти отношения были полностью изменены. К 1982 году коллектив обеспечивал только 21% доходов фермерских хозяйств, в то время как производство домашних хозяйств обеспечивало 69%. В 1985 году совокупная доля доходов фермерских хозяйств упала до чуть более 8%, а доля семейного производства возросла до 81%.
Возможно, самые серьёзные различия в уровне жизни между сельскими и городскими районами были в сфере образования и здравоохранения. Начальные школы существовали в большинстве сельских населенных пунктов, и 80% учителей начальных школ страны работали в сельских школах. Средние школы были менее широко распространены, только 57% от общего числа учителей средних школ служили в сельских школах. Большинство сельских школ были менее оснащены, а их персонал менее адекватно обучен, чем их городские коллеги. Здравоохранение значительно улучшилось в сельских районах в 1960-х и 1970-х годах благодаря санитарным кампаниям и внедрению большого количества босоногих врачей, акушерок и работников здравоохранения. Однако большинство современных больниц, полностью подготовленных врачей и современное медицинское оборудование были расположены в городских районах и не были легко доступны для сельских семей. В 1985 году две трети всех больничных коек и медицинского персонала находились в городских больницах. Экономические реформы оказали положительное влияние на сельское образование и здравоохранение в тех местах, где фермерские общины использовали свои более высокие доходы для улучшения школ и больниц, и отрицательно в тех местах, где снижение роли коллектива привело к ухудшению коллективных услуг.

## Доходы населения
В Китае нет единой минимальной заработной платы, она устанавливается каждой провинцией отдельно. Варьируется от 1220 юаней ($191,35) и 12,5 юаней ($1,96) в час в Хунане до 2590 юаней ($406,23) и 23 юаней ($3,61) в час в Шанхае. В городе Шанхае установлена самая высокая месячная минимальная заработная плата в КНР 2590 юаней ($406,23), а в Пекине самая высокая почасовая минимальная заработная плата в КНР 25,3 юаней в час ($3,97 в час). По состоянию на 2022 год минимальная месячная заработная плата в Шанхае, Гуандуне, Пекине, Чжэцзяне, Цзянсу, Тяньцзине, Шаньдуне, Фуцзяне, Хубэй и Хэнане превысила 2000 юаней ($313,78).
В Китае с 1 января 2019 года зарплата менее 5000 юаней (722,69 $) в месяц не облагается подоходным налогом.